# Transporte en Santander (Colombia)

## Carreteras
La red de carreteras de Santander está conformada por 1200 kilómetros de Red Primaria, a cargo de la Nación y de los cuales 800 están pavimentados, por 3469 kilómetros de Carreteras Secundarias, a cargo del departamento, de las cuales 436 pavimentadas, y por 6181 kilómetros de Red Terciaria, a cargo de los municipios. En total hay disponibilidad de 10.850 kilómetros de carreteras.

### Vías destacadas
La formación del sector transporte en Santander está dividido en vías de transportes 
Principales, Secundarias y terciarias.
- Se destaca como vía principal la Troncal Central (Ruta Nacional 45A) que une a Bogotá - Barbosa - Oiba - Socorro - San Gil - Aratoca - Piedecuesta - Floridablanca - Bucaramanga - Rionegro - El Playón - San Alberto (Cesar).
- La Troncal del Magdalena (Ruta Nacional 45) , que une a Puerto Boyacá - Puerto Araujo - Lizama - Sabana de Torres y San Alberto (Cesar).
- La Transversal (Ruta Nacional 66) que une a Curos - Guaca - Málaga. La de Barrancabermeja - Bucaramanga - Cúcuta.
- La Troncal Central del Norte (Ruta Nacional 55), que comunica a Bogotá - Duitama - Málaga y Pamplona (Norte de Santander).
- La Transversal del Carare (Ruta Nacional 62) que comunica a Barbosa - Vélez - Landázuri - Puerto Araujo.
- Finalmente, la que une a los municipios de San Gil - Charalá - Duitama y San Gil - Mogotes - San Joaquín - Onzaga y Soatá.

## Concesiones viales

### Ferrocarril
Existe una vía férrea de 117 kilómetros entre Bucaramanga y Puerto Wilches, pero hoy está inactiva. Conecta con 210 kilómetros de la línea del Ferrocarril del Atlántico. Su conservación a cargo de Ferrocarriles de la Paz conformados por empresa oficiales y privadas de Santander y el Cesar. Hay servicio entre Puerto Berrío – Puerto Parra – Barrancabermeja - Puerto Wilches – La Costa Atlántica. Se trabaja para establecer el servicio internodal con transferencias en Barrancabermeja, Bucaramanga, Puerto Wilches, Puerto Parra y Sabana de Torres.

### Aeropuertos
El mayor y más importante aeropuerto está en el municipio de Lebrija, situado a 30 minutos de Bucaramanga vía terrestre y se denomina "Palonegro". Sirve al Área Metropolitana de Bucaramanga y es de carácter internacional. Uno de los mejores del país, de gran actividad en materia de carga y pasajeros. Tiene conexiones directas a Bogotá, Medellín, Cartagena, Santa Marta, Barranquilla, Cúcuta, Arauca, Saravena, Cali, Yopal y Villavicencio en el país, y fuera de este a Ciudad de Panamá, Fort Lauderdale y Miami, estos dos últimos en Estados Unidos. También realiza vuelos charter de manera intermitente a Sabana de Torres, San Gil y Málaga por medio de empresas regionales. Otro aeropuerto de importancia es el Aeropuerto Yariguies en Barrancabermeja, que tiene línea directa con Bogotá y Medellín. 
Aeropuertos alternos en: Puerto Wilches, Sabana de Torres, San Vicente, El Carmen, Zapatoca, Málaga, Socorro, San Gil, Cimitarra y Barbosa. A estos aeropuertos viajan pequeñas empresas regionales en vuelos charter y avionetas pequeñas de manera muy ocasional, cuyas operaciones son manejadas desde Bucaramanga. Los que presentan una actividad para considerar relevante son el de Málaga (Aeropuerto Jerónimo de Aguayo) y San Gil (Aeropuerto Los Pozos, recientemente remodelado y en espera de comenzar vuelos comerciales a Bogotá y Medellín y viceversa).

### Puertos fluviales
El Río Magdalena en una extensión de 240 kilómetros se constituye en red fluvial primaria para el transporte de carga. Los puertos generadores del servicio vial fluvial son Barrancabermeja, Puerto Wilches y Puerto Olaya. Se evidencia la falta de mantenimiento del río que hoy recorre a varios kilómetros de donde estaba el muelle de Barrancabermeja. Instalaciones portuarias casi inexistentes. Hay muchos lancheros de turismo y pequeños transportes de carga para distancias cortas.
- Datos: Q6151759